# Zsujta
Zsujta é um município da Hungria, situado no condado de Borsod-Abaúj-Zemplén. Tem 6,73 km² de área e sua população em 2015 foi estimada em 152 habitantes.